# معاهده گندمک

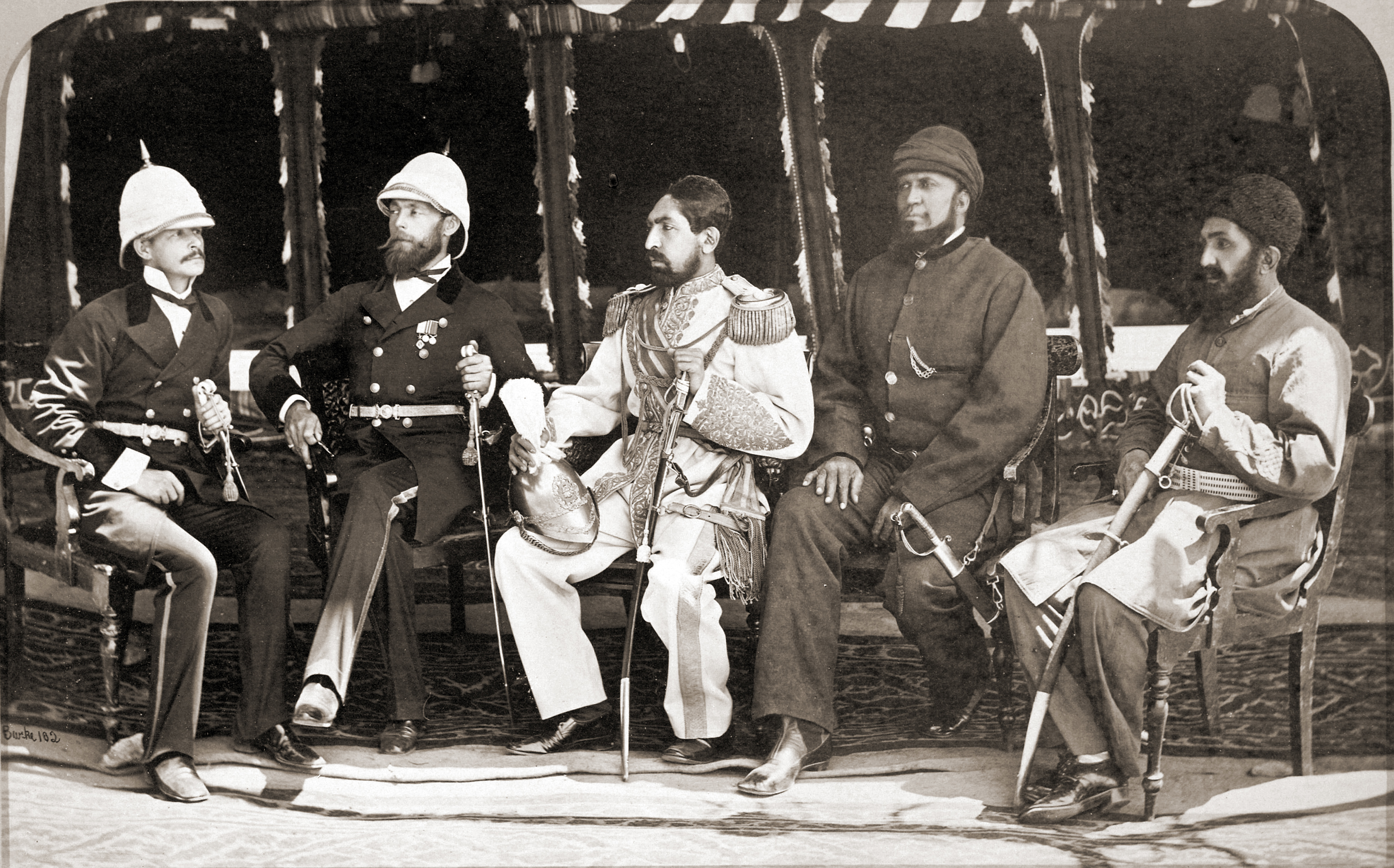
محمدیعقوب خان از افغانستان (در وسط) در کنار سر لوئیس کاواناری بریتانیایی، ۲۶ مه ۱۸۷۹

معاهده گندمک، در گندمک در تاریخ ۲۶ می ۱۸۷۹ م. میان امیر محمد یعقوب خان نواسه امیر دوست محمد خان و «سر لوئیس کیوناری» نماینده سیاسی انگلیس در ده ماده به امضا رسید.

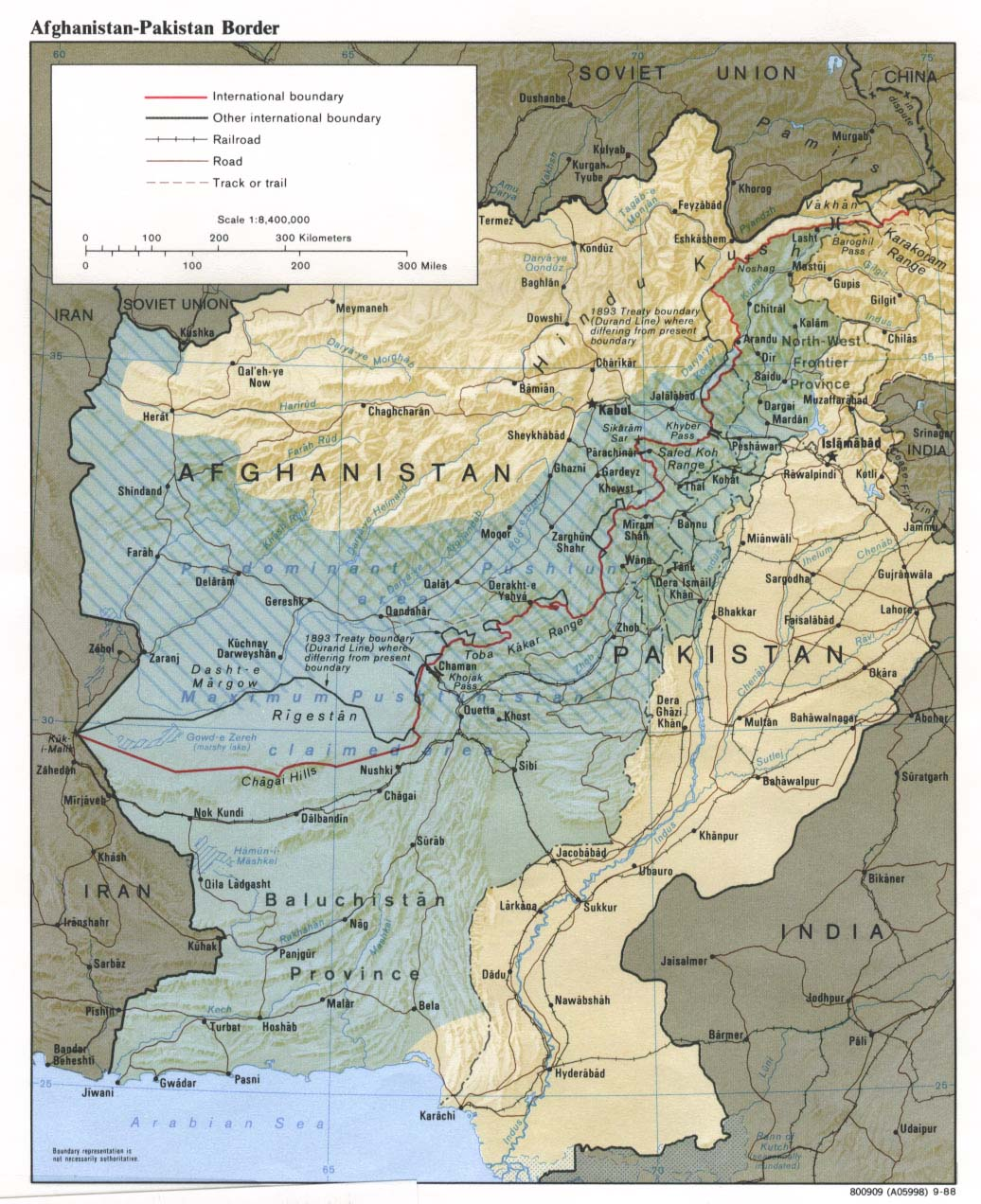
خط دیورند (به رنگ قرمز و سیاه (نقشه بالا را ببینید)) مرز بین افغانستان و راج بریتانیا را تشکیل می‌دهد.

بدین وسیله امیر محمد یعقوب خان علاقه کرم تا ابتدای جاجی، درهٔ هیبتناک خیبر تا کناره شرقی هفت چاه، لندی کوتل و سیبی و پشین را تا کوه کوژک و استقلال افغانستان را یکجا به هند بریتانیا تسلیم دادند. به استقبال موفقیت این معاهده «لیتن» گورنرجنرال هند در هند برتانوی و کابینهٔ «بنجامین دیزرائیلی» در لندن از شادی این فتح عظیم و سهل‌الحصول که شاهرگ‌های حیاتی سوق‌الجیشی افغانستان را (بولان، پیوار و خیبر) در دسترس انگلیس گذاشته بود، جشن گرفتند.

## متن عهدنامه گندمک
این عهدنامه مبنی بر شرایط ذیل بین حکومت بریتانیا و والا حضرت محمد یعقوب خان امیر افغانستان و متعلقات آن به غرض اقامه روابط صلح و دوستی منعقد گردید:
۱- از روزی که این عهدنامه به تصدیق طرفین می‌رسد، بین حکومت بریتانیا و والاحضرت امیر افغانستان و متعلقات آن و جانشینان امیر، صلح و دوستی دایمی برقرار خواهد بود.
۲- والاحضرت امیر افغانستان و ملحقات آن متعهد می‌شود که بعد از تصدیق این معاهده اعلان عفو عمومی تمام آن کسانی را صادر می‌نماید که در دوران جنگ به طرفداری اردوی انگلیس کار کرده‌اند؛ و اینها در هر درجه و مراتبی که باشند از مجازات و مصادمات محفوظ خواهند بود. (امثال سردار ولی محمد خان لاتی وغیره).
۳- امیر افغانستان و ملحقات آن متعهد است که در روابط با حکومت‌های خارجی پابند مشورت با حکومت بریتانیا بوده و با این حکومت‌ها عهدی نبندد و سلاح برضدشان نبردارد، و در صورت حمله خارجی، امداد نظامی و اسلحه و پول انگلیسی به غرض دفاع طوری‌که انگلیس مناسب داند استعمال خواهد شد. سپاه انگلیسی بعد از انجام کار دفاع، از افغانستان به قلمرو هند برتانوی مراجعت خواهد نمود.
۴- برای حفظ ارتباط نزدیک بین حکومت بریتانیا و والاحضرت و هم به غرض حفظ سرحدات مقبوضات والاحضرت، طرفین متعهد می‌شوند که در کابل یک نماینده انگلیسی با دسته نظامی محافظ در منزل شایان شان خود مقیم خواهند شد. در صورت یک معامله مهم خارجی، بریتانیا حق دارد که در سرحدات افغانستان نمایندگان انگلیسی و عساکر محافظ اعزام نماید. در موقع ضروری که مفاد طرفین متصور باشد، والاحضرت امیر افغانستان هم می‌تواند نماینده‌ای به دربار گورنر جنرال مقیم نماید، همچنین در سایر جاهای هند که رضای طرفین باشد.
۵- حفاظت نمایندگان انگلیسی به عهده والاحضرت امیر افغانستان و ملحقات آنست. حکومت انگلیس متعهد است که نمایندگان او در امور داخلی افغانستان مداخله ننمایند.
۶- والاحضرت امیر افغانستان و ملحقات آن از طرف خود و جانشینان خود متعهد می‌شود که برای رفت‌وآمد اتباع بریتانیا در افغانستان مشکل تراشی ننماید تا محفوظ بوده و تجارت نمایند.
۷- چون تجارت بین طرفین به‌طور مسلسل جاری‌است، والاحضرت امیر افغانستان تعهد می‌کند که برای حفظ تجار و تسهیل مال التجاره در شاهراه‌های عمومی، سعی بلیغ بکار برد و در حفظ راه‌ها بکوشد. برای ترقی تجارت و انتظام راه‌ها و مالیات تجارتی و غیره، یک قرارداد تجارتی جداگانه در طول یکسال بسته خواهد شد.
۸- به غرض تسهیل در روابط تجارتی و آمد و رفت، طرفین متعهد هستند که از کرم تا کابل یک خط تلگراف به مصرف بریتانیا کشیده شده و امیر افغانستان آن را حفاظت نماید.
۹- چون بین هر دو حکومت طبق این معاهده دوستی برقرار شده‌است، حکومت بریتانیا شهرهای قندهار و جلال‌آباد و علاقه‌هایی را که اکنون تحت اشغال قشون هند برتانوی قرار دارد تخلیه کرده و واپس می‌سپارد، به استثنای کرم، پشین و سیبی _ (طبق نقشه الحاقی) که تحت تسلط و انتظام بریتانیا است، اما این سلطه دایمی نبوده. مالیات آن بعد از وضع مصارف داخلی، سالانه به امیر افغانستان پرداخته خواهد شد. حکومت بریتانیا انتظام می‌چینی و خیبر را که بین پیشاور و جلال‌آباد واقع است، در دست خود می‌گیرد؛ و هم انتظام امور رفت‌وآمد قبایلی را که در این منطقه تعلق دارند، بریتانیا بدست خود خواهد داشت.
۱۰- حکومت بریتانیا به غرض امداد به والاحضرت امیر- تا اختیارات حقه خود را حاصل نماید و هم در مقابل شرایط قبول شده این قرار داد تعهد می‌کند که سالانه ششصد هزار روپیه به امیرو جانشینان او بپردازد.
این عهدنامه در گندمک به‌تاریخ ۲۶ می ۱۸۷۹ مطابق ۴ جمادی‌الثانی ۱۲۹۶ هجری منعقد گردید.